# Torneio Início de Minas Gerais
O Torneio Início é um torneio disputado em apenas um dia antecedendo o Campeonato Mineiro, pelas equipes que participam deste. Foi tradicionalmente disputado até a década de 1960, voltando a ter duas edições após isso, em 1983 e 2006. A edição de 2006 ocorreu como parte das comemorações dos 90 anos da Federação Mineira de Futebol, no dia 15 de janeiro, no estádio do Mineirão.
Para a edição de 2006 as partidas duraram apenas 20 minutos (10 por tempo). Apenas a final foi maior: 60 minutos (30 por tempo). Além disso, o desempate foi resolvido de duas formas diferentes, primeiramente pelo número de escanteios e caso houvesse empate também nos escanteios seria feita uma disputa por pênaltis (contudo, nesse caso, havia três rodadas de pênaltis por equipe até a definição do vencedor).

## Lista de Campeões
| Edição   | Ano              | Dia           | Estádio                        | Campeão                            | Vice-campeão                      |
| -------- | ---------------- | ------------- | ------------------------------ | ---------------------------------- | --------------------------------- |
| 1ª       | 1917             | 11/fev        | Prado Mineiro(Belo Horizonte)  | América (Belo Horizonte)           | Yale (Belo Horizonte)             |
| 2ª       | 1918             | 14/abr        | Prado Mineiro(Belo Horizonte)  | América (Belo Horizonte)           | Desconhecido                      |
| 3ª       | 1919             | 6/abr         | Prado Mineiro (Belo Horizonte) | América (Belo Horizonte)           | América-B (Belo Horizonte)        |
| 4ª       | 1920             | 14/mar        | Prado Mineiro (Belo Horizonte) | América (Belo Horizonte)           | Sete de Setembro (Belo Horizonte) |
| 5ª       | 1921             | 8/mai         | Prado Mineiro (Belo Horizonte) | América (Belo Horizonte)           | Palestra Itália (Belo Horizonte)  |
| 6ª       | 1922             | 2/abr         | Prado Mineiro( Belo Horizonte) | Sete de Setembro (Belo Horizonte)  | Atlético (Belo Horizonte)         |
| -        | 1923             | Não disputado | Não disputado                  | Não disputado                      | Não disputado                     |
| 7ª       | 1924             | 27/abr        | Av.Paraopeba (Belo Horizonte)  | América (Belo Horizonte)           | Palmeiras (Belo Horizonte)        |
| 8ª       | 1925             | 29/mar        | Av.Paraopeba (Belo Horizonte)  | América (Belo Horizonte)           | Sport Calafate (Belo Horizonte)   |
| 9ª LMDT  | 1926             | 25/abr        | Av.Paraopeba (Belo Horizonte)  | Syrio Horizontino (Belo Horizonte) | Palestra Itália (Belo Horizonte)  |
| 9ª AMET  | 1926 Não oficial | 12/set        | Barro Preto (Belo Horizonte)   | Palestra Itália (Belo Horizonte)   | Olympic-BH (Belo Horizonte)       |
| 10ª LMDT | 1927             | 3/abr         | Av.Paraopeba (Belo Horizonte)  | América (Belo Horizonte)           | Villa Nova (Nova Lima)            |
| 10ª AMET | 1927 Não oficial | 20/mar        | Barro Preto (Belo Horizonte)   | Palestra Itália (Belo Horizonte)   | Olympic-BH (Belo Horizonte)       |
| 11ª      | 1928             | 1/abr         | Barro Preto (Belo Horizonte)   | Atlético (Belo Horizonte)          | América (Belo Horizonte)          |
| 12ª      | 1929             | 14/abr        | Barro Preto (Belo Horizonte)   | Palestra Itália (Belo Horizonte)   | Atlético (Belo Horizonte)         |
| 13ª      | 1930             | 13/abr        | Alameda (Belo Horizonte)       | Villa Nova (Nova Lima)             | Palestra Itália (Belo Horizonte)  |
| 14ª      | 1931             | 12/abr        | Lourdes (Belo Horizonte)       | Atlético (Belo Horizonte)          | Palestra Itália (Belo Horizonte)  |
| 15ª LMDT | 1932             | 10/abr        | Lourdes (Belo Horizonte)       | Atlético (Belo Horizonte)          | Carlos Prates(Belo Horizonte)     |
| 15ª AMEG | 1932             | 17/abr        | Alameda (Belo Horizonte)       | Villa Nova (Nova Lima)             | América (Belo Horizonte)          |
| 16ª      | 1933             | 7/mai         | Alameda (Belo Horizonte)       | América (Belo Horizonte)           | Palestra Itália (Belo Horizonte)  |
| 17ª      | 1934             | 15/abr        | Barro Preto (Belo Horizonte)   | Retiro (Nova Lima)                 | Palestra Itália (Belo Horizonte)  |
| 18ª      | 1935             | 17/mar        | Lourdes (Belo Horizonte)       | Villa Nova (Nova Lima)             | Atlético (Belo Horizonte)         |
| 19ª      | 1936             | 21/mai        | Alameda (Belo Horizonte)       | América (Belo Horizonte)           | Atlético (Belo Horizonte)         |
| -        | 1937             | Não disputado | Não disputado                  | Não disputado                      | Não disputado                     |
| 20ª      | 1938             | 1/mai         | Lourdes (Belo Horizonte)       | Palestra Itália (Belo Horizonte)   | América (Belo Horizonte)          |
| 21ª      | 1939             | 14/mai        | Alameda (Belo Horizonte)       | Atlético (Belo Horizonte)          | Siderúrgica (Sabará)              |
| 22ª      | 1940             | 21/abr        | Barro Preto (Belo Horizonte)   | Palestra Itália (Belo Horizonte)   | Atlético (Belo Horizonte)         |
| 23ª      | 1941             | 13/abr        | Lourdes (Belo Horizonte)       | Palestra Itália (Belo Horizonte)   | Atlético (Belo Horizonte)         |
| 24ª      | 1942             | 3/mai         | Barro Preto (Belo Horizonte)   | Siderúrgica (Sabará)               | América (Belo Horizonte)          |
| 25ª      | 1943             | 11/abr        | Alameda (Belo Horizonte)       | Cruzeiro (Belo Horizonte)          | América (Belo Horizonte)          |
| 26ª      | 1944             | 26/mar        | Lourdes (Belo Horizonte)       | Cruzeiro (Belo Horizonte)          | América (Belo Horizonte)          |
| 27ª      | 1945             | 8/abr         | Alameda (Belo Horizonte)       | América (Belo Horizonte)           | Siderúrgica (Sabará)              |
| 28ª      | 1946             | 10/mar        | Barro Preto (Belo Horizonte)   | Villa Nova (Nova Lima)             | Atlético (Belo Horizonte)         |
| 29ª      | 1947             | 6/abr         | Lourdes (Belo Horizonte)       | Atlético (Belo Horizonte)          | América (Belo Horizonte)          |
| 30ª      | 1948             | 25/abr        | Barro Preto (Belo Horizonte)   | Cruzeiro (Belo Horizonte)          | Atlético (Belo Horizonte)         |
| 31ª      | 1949             | 1/mai         | Alameda (Belo Horizonte)       | Atlético (Belo Horizonte)          | Villa Nova (Nova Lima)            |
| 32ª      | 1950             | 7/mai         | Lourdes (Belo Horizonte)       | Atlético (Belo Horizonte)          | América (Belo Horizonte)          |
| 33ª      | 1951             | 15/jul        | Independência (Belo Horizonte) | Siderúrgica (Sabará)               | Metalusina (Barão de Cocais)      |
| 34ª      | 1952             | 27/jul        | Barro Preto (Belo Horizonte)   | Asas (Lagoa Santa)                 | Cruzeiro (Belo Horizonte)         |
| 35ª      | 1953             | 12/abr        | Alameda (Belo Horizonte)       | Villa Nova (Nova Lima)             | Atlético (Belo Horizonte)         |
| 36ª      | 1954             | 13/jun        | Lourdes (Belo Horizonte)       | Atlético (Belo Horizonte)          | Villa Nova (Nova Lima)            |
| 37ª      | 1955             | 26/jun        | Independência (Belo Horizonte) | América (Belo Horizonte)           | Cruzeiro (Belo Horizonte)         |
| 38ª      | 1956             | 29/jul        | Barro Preto (Belo Horizonte)   | Siderúrgica (Sabará)               | Atlético (Belo Horizonte)         |
| 39ª      | 1957             | 23/jun        | Alameda (Belo Horizonte)       | América (Belo Horizonte)           | Meridional (Conselheiro Lafaiete) |
| -        | De 1958 até 1961 | Não disputado | Não disputado                  | Não disputado                      | Não disputado                     |
| 40ª      | 1962             | 15/jul        | Independência (Belo Horizonte) | Valeriodoce (Itabira)              | Democrata-SL (Sete Lagoas)        |
| 41ª      | 1963             | 31/jun        | Alameda (Belo Horizonte)       | Renascença (Belo Horizonte)        | Atlético (Belo Horizonte)         |
| 42ª      | 1964             | 28/jun        | Independência (Belo Horizonte) | Guarani-MG (Divinópolis)           | Atlético (Belo Horizonte)         |
| 43ª      | 1965             | 3 e 4/jun     | Independência (Belo Horizonte) | Siderúrgica (Sabará)               | Renascença (Belo Horizonte)       |
| 44ª      | 1966             | 3/jul         | Mineirão (Belo Horizonte)      | Cruzeiro(Belo Horizonte)           | Valeriodoce (Itabira)             |
| -        | 1967 e 1968      | Não disputado | Não disputado                  | Não disputado                      | Não disputado                     |
| 45ª      | 1969             | 18 e 19/jan   | Mineirão (Belo Horizonte)      | Valeriodoce (Itabira)              | Villa Nova (Nova Lima)            |
| -        | De 1970 até 1982 | Não disputado | Não disputado                  | Não disputado                      | Não disputado                     |
| 46ª      | 1983             | 5/jun         | Mineirão (Belo Horizonte)      | Uberlândia (Uberlândia)            | Villa Nova (Nova Lima)            |
| -        | De 1984 até 2005 | Não disputado | Não disputado                  | Não disputado                      | Não disputado                     |
| 47ª      | 2006             | 15/jan        | Mineirão (Belo Horizonte)      | Democrata-SL (Sete Lagoas)         | Guarani-MG (Divinópolis)          |

- A Federação Mineira de Futebol não reconhece as atividades da AMET nos anos de 1926 e 1927, portanto os Torneios não são oficiais. [2]

## Títulos por equipe
| Clube             | Cidade         | Títulos             |
| ----------------- | -------------- | ------------------- |
| América Mineiro   | Belo Horizonte | 13                  |
| Cruzeiro          | Belo Horizonte | 10 (2 não oficiais) |
| Atlético Mineiro  | Belo Horizonte | 8                   |
| Villa Nova        | Nova Lima      | 5                   |
| Siderúrgica       | Sabará         | 4                   |
| Valériodoce       | Itabira        | 2                   |
| Asas              | Lagoa Santa    | 1                   |
| Democrata         | Sete Lagoas    | 1                   |
| Guarani           | Divinópolis    | 1                   |
| Renascença        | Belo Horizonte | 1                   |
| Retiro            | Nova Lima      | 1                   |
| Sete de Setembro  | Belo Horizonte | 1                   |
| Syrio Horizontino | Belo Horizonte | 1                   |
| Uberlândia        | Uberlândia     | 1                   |